# Wes Craven's New Nightmare
Wes Craven's New Nightmare (La nueva pesadilla de Wes Craven en España, La nueva pesadilla en Argentina y La última noche en México) es una película de terror de 1994. Está escrita y dirigida por Wes Craven y protagonizada en sus papeles principales por Heather Langenkamp, Miko Hughes, Robert Englund y el propio director.
Se trata de la séptima entrega de la saga A Nightmare on Elm Street, producida por New Line Cinema, obteniendo premios y nominaciones en festivales dedicados al género como Fantasporto o por parte de la Academy of Science Fiction, Fantasy & Horror Films de Estados Unidos. Destaca porque, a diferencia de otras películas de la saga, la trama no le sucede a los personajes sino a los actores que los interpretaron en la primera entrega constituyendo un ejemplo de meta-terror.

## Argumento
Wes Craven vuelve a reunir al elenco original de la película A Nightmare on Elm Street para filmar la última entrega de la saga. Durante el rodaje, Heather, la chica que encarnaba a Nancy en las películas anteriores, sufre la muerte de su esposo, quien también era parte de los encargados de la filmación, oficialmente por un accidente de tráfico. En realidad fue víctima de la garra de Freddy Krueger usada para el rodaje. Tras esto Heather comienza a tener extrañas pesadillas en la que miembros del equipo eran asesinados por el mismo Freddy. Dicho sueños paulatinamente se hacen realidad. 
Heather comienza a percibir que Freddy no es sólo un personaje de sus películas sino que, a raíz de todo eso, es un ser real que poco a poco comenzará a asesinar al reparto de la película uno por uno. Heather se da cuenta de que su hijo, quien sufre desórdenes del sueño, se ve involucrado en estos planes, llegándose a convertir en el objetivo principal de Freddy. Sin embargo, para el resto del mundo, Heather es solo una madre irresponsable que posiblemente agrede a su hijo, por lo que este se le retira la tutela, alejándolo así de la única persona que sabe que debe ser protegido. 
Finalmente tras encararse con Wes Craven el director le revela a Heather que, en realidad, la saga tiene una función mucho más importante que entretener. Desde tiempos inmemoriales ha existido un mal primordial, poderoso, imparable e informe que se cierne sobre el mundo. Cada generación tiene la posibilidad de atraparlo dentro en una historia de terror, la más terrible que se relate en esa época, siempre que sea más aterradora que cualquier otra relatada anteriormente y, dentro de esa narración, la criatura es sellada en la forma del monstruo o antagonista que allí se muestra. Las últimas prisiones de esa entidad son los filmes de la saga, quedando atrapado en la forma de Freddy Krueger para proteger a los demás. Sin embargo el efecto de la anterior película de la saga está por acabar, lo que obligó a llevar a cabo el rodaje de una nueva película que sea su nueva prisión. Pero algo ha sucedido esta vez: a esta entidad le agrada ser Freddy y desea seguir siéndolo una vez esté libre en este mundo; por ello ha iniciado una escalada de asesinatos para impedir el rodaje de la película antes que sea nuevamente encerrado. Su objetivo central es Heather, quien encarnó a Nancy en A Nightmare on Elm Street (1984), ya que fue el primer oponente que derrotó a Freddy y, por lo tanto, su obstáculo a superar para demostrar su superioridad. Para ello ha decidido utilizar a su hijo como moneda de cambio y sacrificio.
Heather hace lo posible por impedir que Freddy dañe a su hijo pero la lucha se hace intensa. Freddy aprovechará el sonambulismo del niño para guiar a ambos a una trampa. Gracias a los somníferos recetados a su hijo Heather se duerme y llega al mundo de Freddy donde, después de una larga pelea, su hijo y ella logran aprisionarlo en una caldera donde muere quemado como la primera vez. Aparentemente Freddy ha muerto. Wes Craven ha acabado exitosamente el guion de la siguiente película, que transcurre en una potencial cárcel, en el caso de que haya sobrevivido. Finalmente la historia acaba cuando Heather le muestra el guion a su hijo, quien le pide que se lo lea, a lo que su madre accede.

## Reparto
- Robert Englund como él mismo/Freddy Krueger.
- Wes Craven como él mismo.
- Heather Langenkamp como ella misma.
- Miko Hughes como Dylan Porter.
- Matt Winston como Charles "Chuck" Wilson.
- Rob LaBelle como Terrance "Terry" Feinstein.
- David Newsom como Chase Porter.
- Tracy Middendorf como Julianna "Julie" McKenna.
- John Saxon como él mismo.
- Tuesday Knight como ella misma (cameo).
- Lin Shaye como enfermera (cameo).
- Nick Corri como él mismo (cameo).
- Fran Bennett como la Dra. Christine Heffner.
- W. Earl Brown como enfermero de la morgue.
- Claudia Haro como recepcionista de New Line Cinema.
- Sam Rubin como él mismo.
- Marianne Maddalena como ella misma.
- Sarah Fisher como él mismo.
- Robert Shaye como él mismo.

## Producción
La novedosa forma de narrar la historia, en la que los elementos reales y la ficción se fusionan, hace que los personajes no se disocien de los actores sino que son los mismos actores y algunos miembros del equipo de producción quienes hacen cameos de sí mismos. Por ello hay escenas en la que aparecen algunos actores que en el universo de A Nightmare on Elm Street no debieran aparecer como Tuesday Knight, la actriz que interpretó a Kristen en la cuarta entrega, y Nick Corri, el actor que encarnó a Rod Lane en la primera película. 
Este juego meta-cinematográfico ha llevado a considerar que la película es la única de la saga donde no aparece Freddy Krueger ya que el antagonista es, en realidad, una criatura que solo adopta su forma. De hecho en los títulos de crédito figura que Freddy se interpretó a sí mismo. En esta ocasión se decidió que mostrara un nuevo aspecto, más terrorífico, alto, corpulento y menos cómico que en las películas previas, si bien conserva su suéter, sombrero y garra (que pasa de cuatro a cinco cuchillas) características. El resto de la indumentaria se ve actualizada llevando botas militares, pantalones de cuero y un abrigo negro.
Hay algunos elementos que mueven a la fusión de elementos reales y fantásticos como la anotación en los títulos de crédito que señala "Algunas partes de la película fueron basados en hechos reales y otros pueden ser atribuidos a la imaginación hiperactiva de un niño de cinco años... Los nombres reales de los personajes han sido cambiados para proteger a los inocentes. Accidentes reales han sido dramatizados, a excepción de aquellos individuos valientes que se describieron a sí mismos, cualquier similitud con el nombre o la historia de alguna persona, viva o muerta, es completamente coincidencia y no intencional."